# Hafizabad
Hafizabad ist eine Stadt im Bezirk Hafizabad in der Provinz Punjab in der Nähe von Gujranwala. Sie wurde von Hafiz gegründet, der der Favorit von Großmogul Akbar I. war. Die Mehrheit der Bürger spricht Panjabi, jedoch wird auch Urdu gesprochen und verstanden.

## Geschichte
Die Geschichte von Hafizabad reicht bis zur Antike zurück. Im Jahr 327 v. Chr., während der Invasion Alexanders, war das Gebiet um Sandal Bar gut besiedelt. Viele größere Städte lagen in dem Gebiet und viele regionale Städte wurden unter der Regentschaft von Maharajas und Rajas aufgebaut. Im 6. Jahrhundert wurde Sandal von Xuanzang besucht. Zu Beginn des 7. Jahrhunderts wurden der Osten Indiens und Pakistans von Rajputen besiedelt. Im Jahr 997 übernahm Mahmud von Ghazni die Herrschaft in der Ghaznawiden Dynastie, die von seinem Vater Sultan Sebüktigin beherrscht wurde. Die Städte Multan und Rawalpindi blieben bis 1193 in der Hand der Rajputen. Das Sultanat von Delhi und Mogulreich übernahmen nach den Rajputen die Herrschaft in den Regionen. Die Region Punjab wurde wegen intensiver Missionsarbeit von Sufigelehrten muslimisch. Während der Teilung Indiens wanderten viele Muslime nach Pakistan aus, während die Sikhs nach Indien gingen und Muslime aus Indien sich in Hafizabad niederließen. Hafizabad liegt 48 Kilometer westlich von Gujranwala. Hafizabad ist durch die Gujranwala Road mit Gujranwala verbunden. Hafizabad ist 60 Kilometer von Wazirabad entfernt und landwirtschaftlich geprägt.

## Klima
Hafizabad hat ein subtropisches Klima. Die Monsunsaison geht von Juli und September. Der monatlich durchschnittliche Regenfall liegt bei 50 bis 75 mm.

## Industrie
Hafizabad ist für den größten Teil der Reisexporte in Pakistan verantwortlich. Deswegen wird Hafizabad als Reisstadt bezeichnet. Ein weiterer wichtiger Industriezweig ist die Baumwollproduktion. Industrielle aus Faislabad verhandeln direkt mit Industriellen in Hafizabad. Die Baumwollproduktion ist ein wichtiger Wirtschaftsfaktor für Hafizabad.

## Landwirtschaft
In Hafizabad werden folgende Reissorten angebaut: Basmati 385, Basmati 386, Super Karnal, 1121 Sella, Ery Nine, Erey Six, Super Fan und KS 282. White Pearl Rice ist die bekannteste Sorte aus Hafizabad.

### Bildung
Hafizabad verfügt über 37 Schulen und 20 Colleges.